# Skagens Odde
Skagens Odde är en udde mellan Skagerrak och Kattegatt i Danmark. Den ligger i Vendsyssel i Region Nordjylland i Frederikshavns kommun och i Hjørrings kommun.
Skagens Odde har en bredd på tre–sju kilometer och en längd på totalt 22 kilometer. Den består mestadels av dyner och är Jyllands nordligaste del. På Skagens Odde har det funnits en fyr sedan 1561. Uddens allra yttersta spets, norr om staden Skagen, kallas Grenen.